# 萨尔格米讷
萨尔格米讷（法語：Sarreguemines，法語發音：[saʁɡəmin]），法国东北部城市，大东部大区摩泽尔省的一个市镇，同时也是该省的一个副省会，下辖萨尔格米讷区，其市镇面积为29.7平方公里，2022年1月1日时人口数量为20,324人，是该省人口第五多的市镇，在法国城市中排名第447位。
萨尔格米讷位于摩泽尔省东部，萨尔河畔，与德国接壤，是一个区域性的中心城市和交通枢纽，历史上因彩陶而闻名。

## 地名来源
“萨尔格米讷”一名可能来源于莱茵法兰克语洛林方言，意为“萨尔地区的河流汇合处”。
在德占时期，萨尔格米讷曾使用作为官方名称。

## 历史

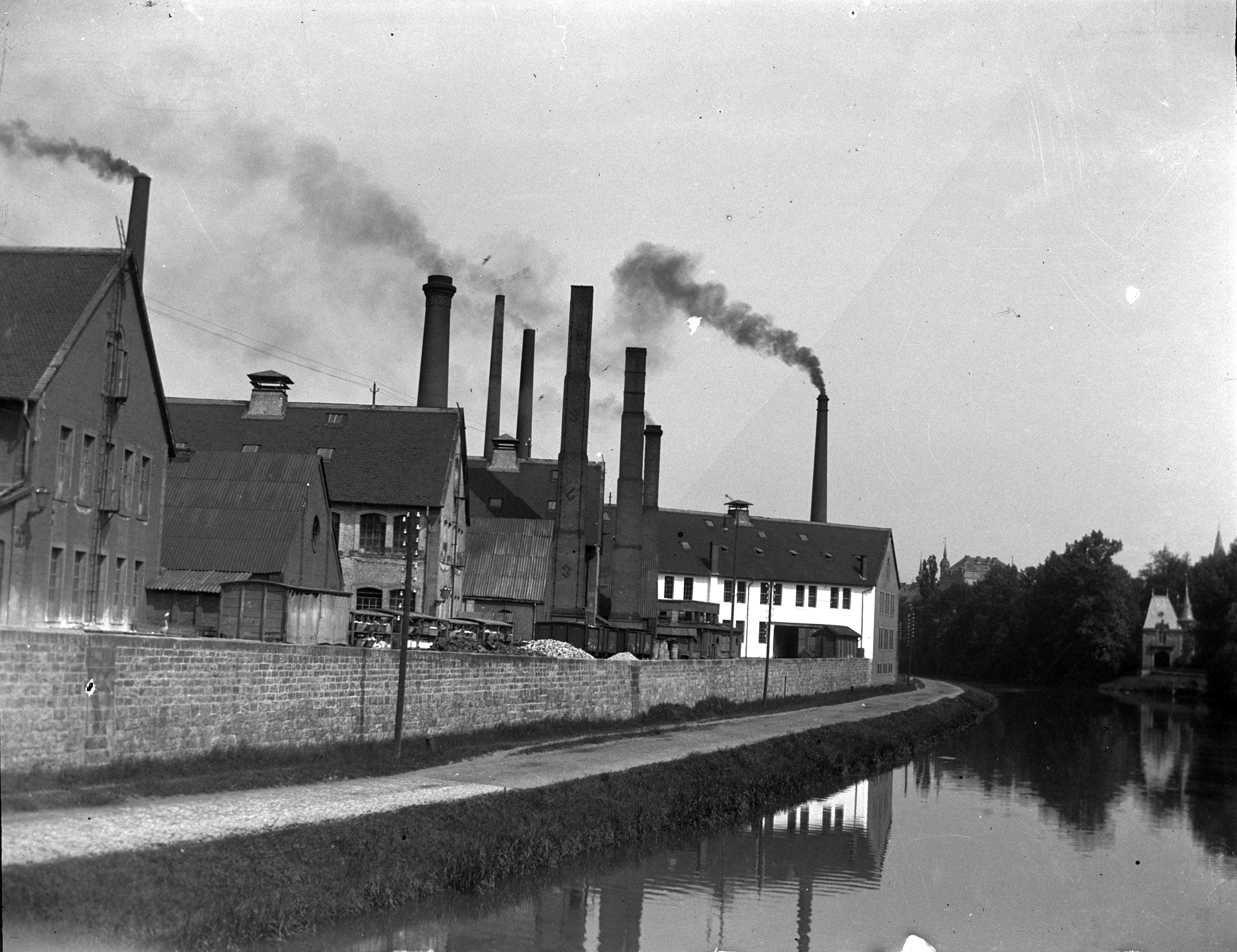
1910年萨尔格米讷附近的工厂

萨尔格米讷最初于公元706年以的形式被记录于埃希特纳赫修道院的手记中，中世纪中后期长期为萨尔河左岸的一处普通村落。1698年，萨尔格米讷成为阿勒曼尼行政区的首府，属于洛林公国，后划至法兰西王国。，法国大革命后，萨尔格米讷成为摩泽尔省的一个市镇，工业革命期间，萨尔格米讷成为一个铁路枢纽，并因彩陶生产而闻名。普法战争后，萨尔格米讷所处的阿尔萨斯-洛林地区被普鲁士占领，直至第一次世界大战结束。二战时期，萨尔格米讷再次被纳粹德军攻占。1964年，市镇讷恩基什-莱萨尔格米讷与韦尔弗丹并入萨尔格米讷。1971年，市镇福尔佩斯维莱尔并入萨尔格米讷。1979年，萨尔格米讷的最后一家彩陶厂关闭并迁至吕内维尔。

## 地理

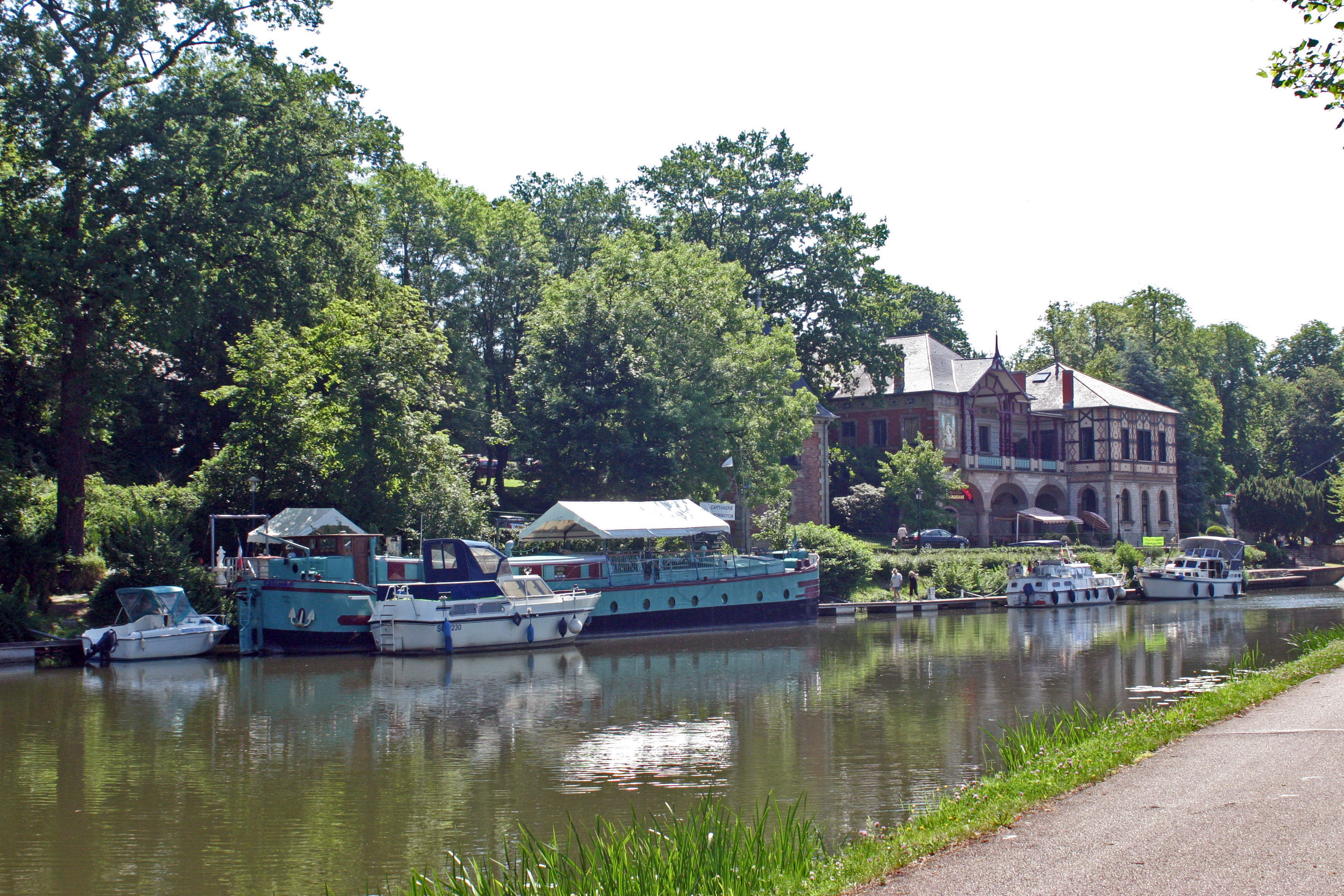
萨尔河

萨尔格米讷位于法国东北部，大东部大区东北部和摩泽尔省东北部，距离省会梅斯大约79公里。与萨尔格米讷接壤的市镇包括：布利斯埃贝尔桑、布利斯盖尔斯维莱尔、弗劳恩贝格、格罗斯布利代斯特罗夫、安巴赫、伊普兰、讷夫格朗日、雷梅尔凡、鲁兰、萨兰斯曼、武斯特维莱尔。

### 地形
萨尔格米讷位于洛林高原的一处河谷之中，境内以丘陵为主，市中心地势相对平坦，全境海拔在192到293米之间。

### 水文
萨尔河自东南向西北流经境内，另有布利斯河在此与其交汇，两河构成了德法边境线，属于莱茵河流域。

### 植被
萨尔格米讷属于温带落叶林区，林地广泛分布于市区南部的山地上，旧宫公园（Parc de l'ancien Hôpital）是当地主要的城市绿地。

### 气候
萨尔格米讷在柯本气候分类法中属于温带海洋性气候，但因距离海岸线相对较远，故又呈现出一定的大陆性特征。
距离萨尔格米讷最近的气象站位于大雷代尔尚境内，以下为该气象站的数据（其中日照数据取自雷丹）：
| 大雷代尔尚1981年－2019年 | 大雷代尔尚1981年－2019年 | 大雷代尔尚1981年－2019年 | 大雷代尔尚1981年－2019年 | 大雷代尔尚1981年－2019年 | 大雷代尔尚1981年－2019年 | 大雷代尔尚1981年－2019年 | 大雷代尔尚1981年－2019年 | 大雷代尔尚1981年－2019年 | 大雷代尔尚1981年－2019年 | 大雷代尔尚1981年－2019年 | 大雷代尔尚1981年－2019年 | 大雷代尔尚1981年－2019年 | 大雷代尔尚1981年－2019年 |
| 月份                     | 1月                      | 2月                      | 3月                      | 4月                      | 5月                      | 6月                      | 7月                      | 8月                      | 9月                      | 10月                     | 11月                     | 12月                     | 全年                     |
| ------------------------ | ------------------------ | ------------------------ | ------------------------ | ------------------------ | ------------------------ | ------------------------ | ------------------------ | ------------------------ | ------------------------ | ------------------------ | ------------------------ | ------------------------ | ------------------------ |
| 历史最高温 °C（°F）      | 14.7 (58.5)              | 21.2 (70.2)              | 21.9 (71.4)              | 28 (82)                  | 32.5 (90.5)              | 36.1 (97.0)              | 38.1 (100.6)             | 39.1 (102.4)             | 34 (93)                  | 26.5 (79.7)              | 21.8 (71.2)              | 14.6 (58.3)              | 39.1 (102.4)             |
| 平均高温 °C（°F）        | 3 (37)                   | 5.9 (42.6)               | 8.8 (47.8)               | 15.2 (59.4)              | 19.3 (66.7)              | 22.8 (73.0)              | 25 (77)                  | 23.5 (74.3)              | 18.5 (65.3)              | 13.8 (56.8)              | 8.3 (46.9)               | 2.9 (37.2)               | 13.9 (57.0)              |
| 日均气温 °C（°F）        | 0.1 (32.2)               | 2.6 (36.7)               | 4.8 (40.6)               | 9.8 (49.6)               | 13.7 (56.7)              | 16.8 (62.2)              | 19 (66)                  | 18 (64)                  | 13.3 (55.9)              | 9.2 (48.6)               | 5.7 (42.3)               | 0.5 (32.9)               | 9.4 (48.9)               |
| 平均低温 °C（°F）        | −2.8 (27.0)              | −0.7 (30.7)              | 0.8 (33.4)               | 4.4 (39.9)               | 8.3 (46.9)               | 10.8 (51.4)              | 12.1 (53.8)              | 12.5 (54.5)              | 8.4 (47.1)               | 5.1 (41.2)               | 3.1 (37.6)               | −2 (28)                  | 5 (41)                   |
| 历史最低温 °C（°F）      | −14.1 (6.6)              | −16.2 (2.8)              | −12.3 (9.9)              | −4.8 (23.4)              | −2.6 (27.3)              | 3.4 (38.1)               | 4.7 (40.5)               | 3.4 (38.1)               | 0.4 (32.7)               | −7 (19)                  | −7.6 (18.3)              | −20.7 (−5.3)             | −20.7 (−5.3)             |
| 平均降水量 mm（）        | 57.7 (2.27)              | 76.8 (3.02)              | 105.3 (4.15)             | 41.4 (1.63)              | 61.2 (2.41)              | 85.4 (3.36)              | 95 (3.7)                 | 104.9 (4.13)             | 67.7 (2.67)              | 69.5 (2.74)              | 84.8 (3.34)              | 94.3 (3.71)              | 943.9 (37.16)            |
| 月均日照時數             | 68.9                     | 95                       | 146.7                    | 202.7                    | 211.9                    | 254.8                    | 258.5                    | 205.4                    | 178                      | 141.9                    | 70.9                     | 56                       | 1,890.7                  |
| 来源：infoclimat.fr      |                          |                          |                          |                          |                          |                          |                          |                          |                          |                          |                          |                          |                          |

## 行政区划
萨尔格米讷是法国大东部大区摩泽尔省的一个市镇，编号为57631，它也是摩泽尔省的一个副省会。萨尔格米讷下辖萨尔格米讷区，管理萨尔格米讷县，同时也是萨尔格米讷城市圈公共社区的办公驻地。
法国国家统计与经济研究所（简称）在进行数据统计时，将萨尔格米讷及相邻的另外6个市镇设为萨尔格米讷城市核心区，并将包括核心区在内的周边共24个市镇划为萨尔格米讷城市区。同时，还将萨尔格米讷市镇分为了11个“块区”（IRIS），以便于统计人口分布情况。

## 交通

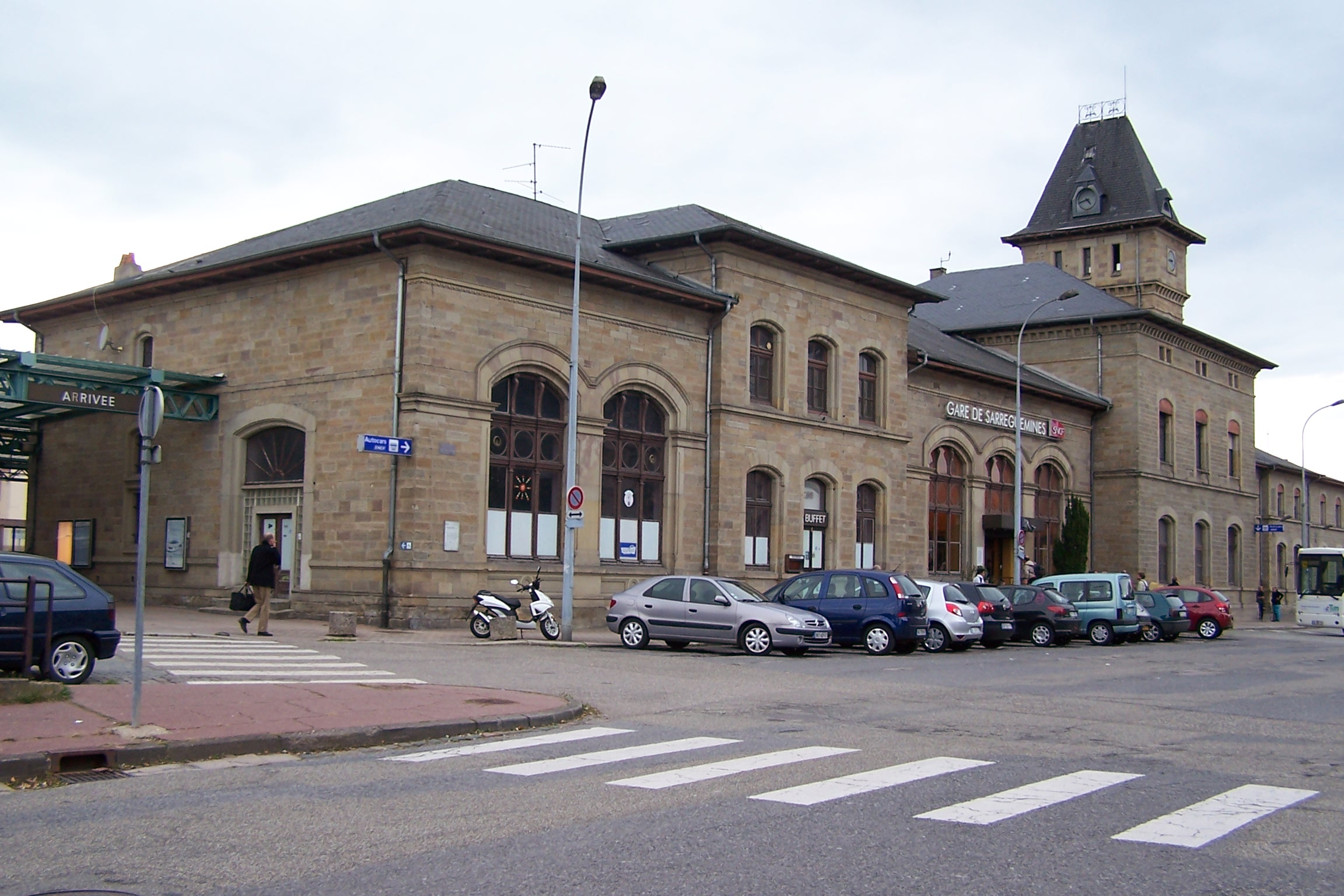
萨尔格米讷火车站

### 公路
法国国道N61线和多条摩泽尔省省道在萨尔格米讷境内交汇，大东部大区下属的城际客运提供巴士线路，可前往福尔巴克、萨尔于尼翁、比奇等地。
2017年，68%的萨尔格米讷家庭拥有至少一辆的私人汽车。2018年，萨尔格米讷境内共发生各类交通事故4起，造成2人遇难，3人受伤。

### 铁路
萨尔格米讷位于莫默奈姆－萨尔格米讷、莫默奈姆－萨尔格米讷和萨尔格米讷－萨尔布吕肯三条运营中铁路的交汇处，是一个重要的铁路枢纽，在2018年12月以前还有贝尔泰尔曼－萨尔格米讷铁路。萨尔格米讷站位于市区南部，停靠前往梅斯、斯特拉斯堡和萨尔布吕肯三个方向的区域列车。

### 航空
距离萨尔格米讷最近的民用航空站为萨尔布吕肯机场，距离萨尔格米讷市中心的公路里程约20公里。

### 城市公共交通
萨尔格米讷城市公共交通（商业名称为）是当地的城市公共交通系统。截至2020年12月，该系统共包括4条普通公交线路和4条校车线路，路网覆盖了萨尔格米讷市区内的主要街道和居民区。

## 政治
萨尔格米讷的现任市长为先生（Marc Zingraff），他是一名无党派人士，在2020年的市政选举中获得了54.55%的支持率。
在2017年的法国总统大选中，法国第25任总统埃马纽埃尔·马克龙在萨尔格米讷获得了57.94%的支持率。
| 萨尔格米讷历届市长 |               |                                            |
| 任期               | 市长          | 党派                                       |
| 1944年－1945年     | 安德烈·劳斯   | 不详                                       |
| 1945年－1953年     | 亨利·埃尔曼   | 不详                                       |
| 1953年－1967年     | 约瑟夫·马桑   | DVD右翼无党派人士                          |
| 1967年－1995年     | 罗贝尔·帕克斯 | DVG左翼无党派人士 →DVD右翼无党派人士       |
| 1995年－2001年     | 勒内·路德维希 | 無黨籍                                     |
| 2001年－2020年     | 塞莱斯特·莱特 | UDF法国民主联盟 →UMP人民运动联盟 →LR共和黨 |
| 2020年－           | 马克·辛格拉夫 | 無黨籍                                     |

## 人口
2017年，萨尔格米讷市镇人口数量为20,783，在法国排名第447位。其中男性10,145人，女性10,638人，75岁及以上人口占8.8%，外籍人口数量为5,490人，人口密度为700人/平方公里，当地居民被称为（男性）或（女性）。2018年，萨尔格米讷境内出生207人，死亡人口272人。
| 年份   | 1936   | 1946   | 1954   | 1962   | 1968   | 1975   | 1982   | 1990   | 1999   | 2006   | 2011   | 2016   | 2017   |
| ------ | ------ | ------ | ------ | ------ | ------ | ------ | ------ | ------ | ------ | ------ | ------ | ------ | ------ |
| 人口數 | 16,001 | 13,375 | 14,947 | 17,866 | 24,284 | 25,684 | 24,763 | 23,117 | 23,202 | 21,733 | 21,604 | 20,944 | 20,783 |

## 经济
萨尔格米讷是一个区域性的中心城市，当地共有各类用人单位3,503家，平均历史为17年，其中98.44%为中小型企业（PME）。 （信息）、奥恩（Horn，原材料销售）及萨尔普拉斯特工业（Sarplast Industrie，汽车配件生产）是当地2019年营业额最高的三个企业，分别为45,736,531欧元、24,977,902欧元和16,244,466欧元。

## 财政收入
2018年，萨尔格米讷的财政收入总额为28,183,900欧元，财政支出总额为26,663,000欧元，当年的债务总额为26,487,600欧元。
2015年，萨尔格米讷的人均收入总额为2,477欧元，其中高职人员为4,355欧元，普通职员为1,731欧元。
2017年，萨尔格米讷境内的青壮年（15至64岁）失业率为18.6%，当地43.5%的家庭拥有纳税资格。

## 社会事务

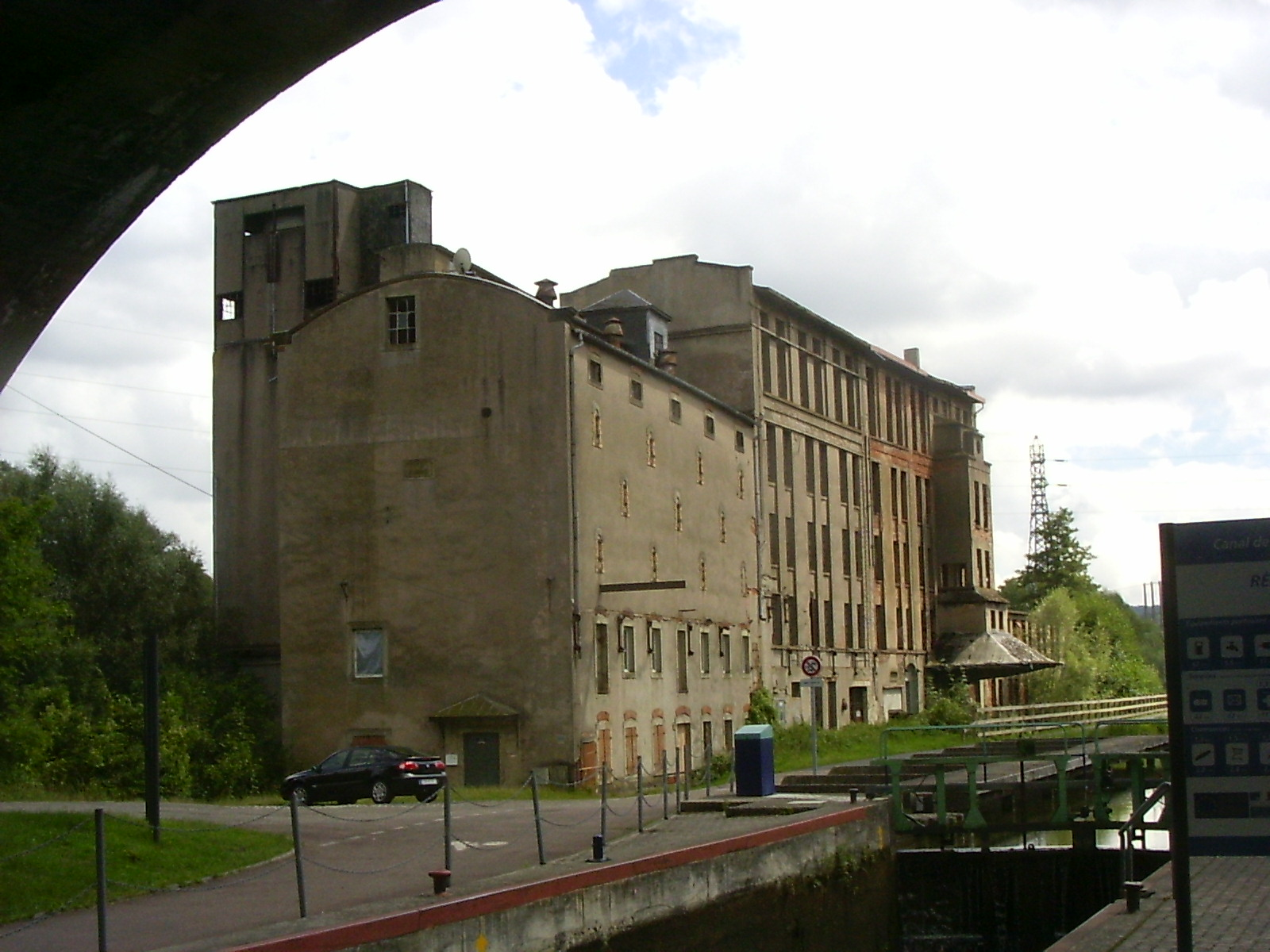
萨尔格米讷附近的一处磨坊

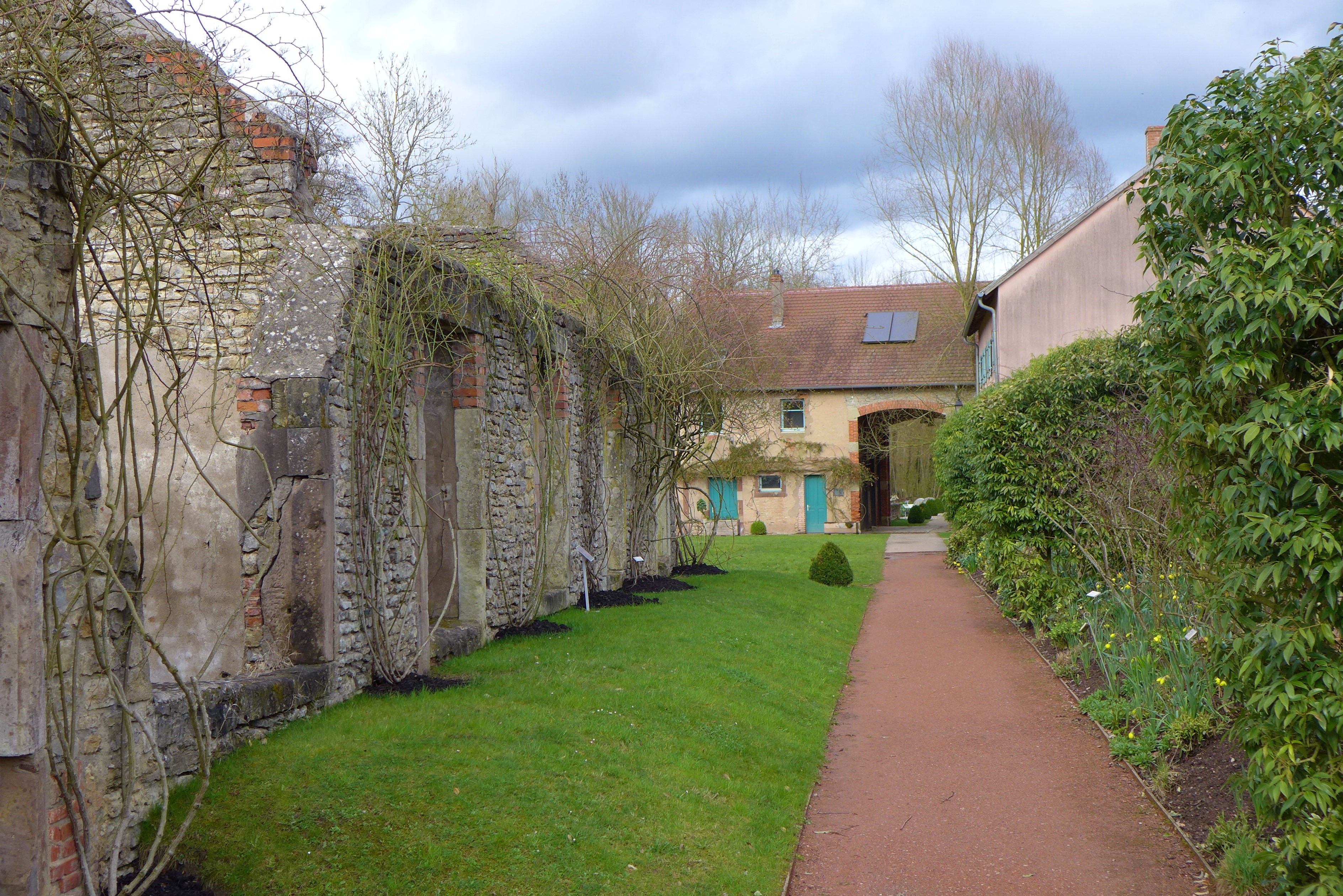
萨尔格米讷的一处绿地

### 教育
萨尔格米讷属于南锡-梅斯学区。截止2019年1月1日，萨尔格米讷境内共有9所幼儿园、12所小学、4所初级中学、3所普通高中和1所职业高中。 2018至2019学年度，萨尔格米讷境内共有在校中等教育阶段学生4,186名。
在高等教育方面，洛林大学在萨尔格米讷设有“东摩泽尔省大学技术学院”（IUT Moselle-Est）。

### 医疗
截止2019年1月1日，萨尔格米讷境内共有全科医生28名、保健师26名、牙医23名、护士53名、耳科医生2名、眼科医生3名、皮肤科医生2名、助产士3名和妇科医生4名。境内共有药房9家、养老院5家、残疾人帮扶中心4家。
萨尔格米讷中心医院（Centre Hospitalier de Sarreguemines）是法国的一个区域性医疗机构，其主病区位于萨尔格米讷市区，设有床位258个，是当地规模最大的公立综合性医院。

### 住房
2017年，萨尔格米讷境内共有各类住房11,627套，其中35.7%为独立式居民区，62.9%为集中式居民区。常住房屋占萨尔格米讷市镇范围内居民建筑总量的90.1%。

### 商业
2018年，萨尔格米讷境内共有各类实体商铺729家，其中餐厅102家、大型超市7家、杂货店6家、面包房27家、肉铺6家、书店10家、装饰品店5家、银行门店14家、美容美发店43家、汽车维修店47家。市区东南部建有大型开放式商业街区。

### 体育
2019年，萨尔格米讷境内共有1家游泳池、9间体育馆、6座综合体育场、14处网球场、2处马术场、10处足球或橄榄球场、6处篮球或排球场以及1处高尔夫球场。
萨尔格米讷足球俱乐部是当地的一支足球队，成立于1919年，2020至2021赛季参加法國全國丙組聯賽（法戊）。

### 环境
萨尔格米讷的环境事务由其所属的公共社区负责。2018年，萨尔格米讷境内共有6家污染企业。

### 治安
2018年，萨尔格米讷市镇范围内共有1处派出所和1处宪兵队。
2014年，萨尔格米讷及附近地区共发生各类案件1,238起，其中盗窃类案件674起，经济类案件78起，毒品交易类案件136起。

## 文化
2019年，萨尔格米讷境内共有1家剧场、1家电影院、2家博物馆和1家音乐厅。萨尔格米讷市政府提供多媒体中心，向公众全年开放。

### 建筑
萨尔格米讷境内有多处法国国家文物保护单位，其中圣尼古拉教堂（Église Saint-Nicolas）、萨尔格米讷彩陶博物馆等为当地的代表性建筑物。

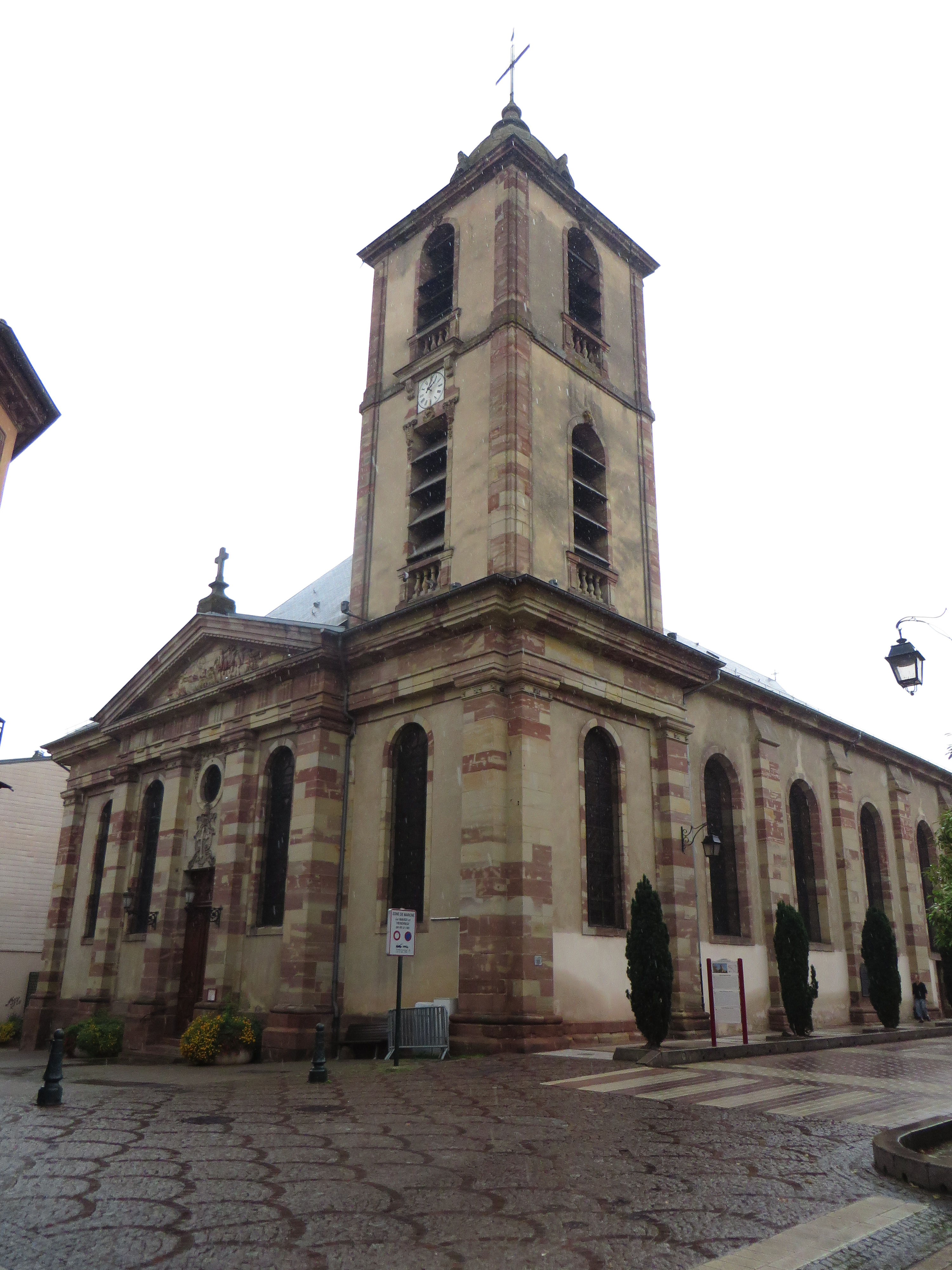
圣尼古拉教堂
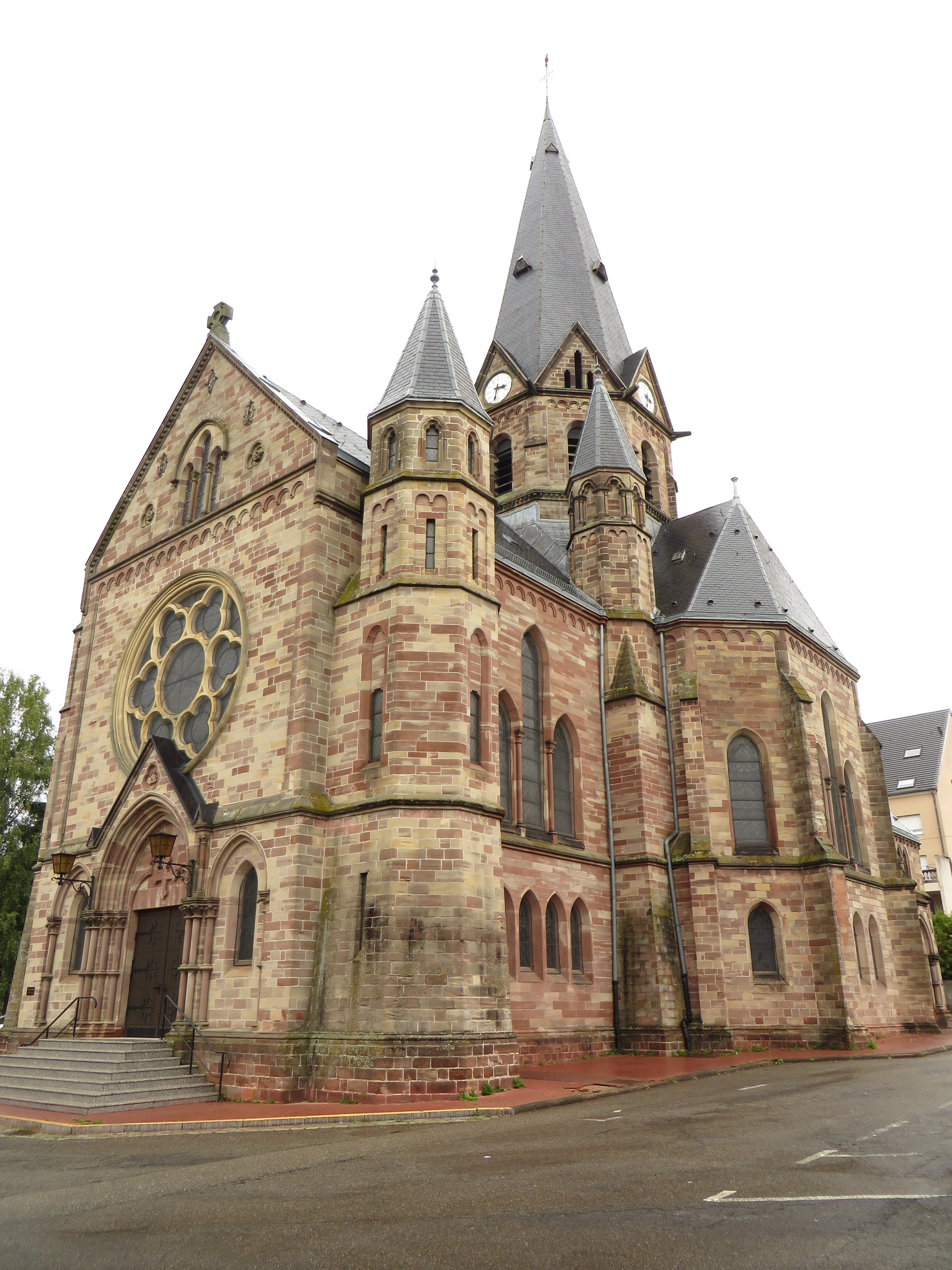
路德教堂
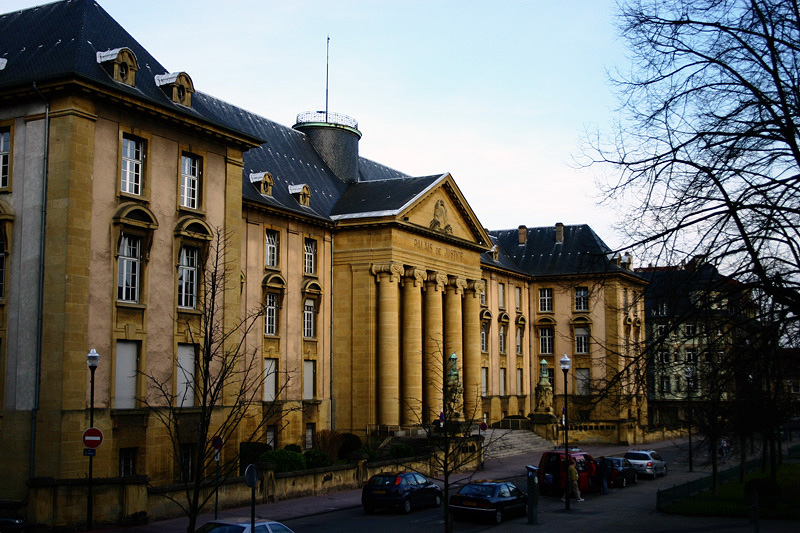
审判法院
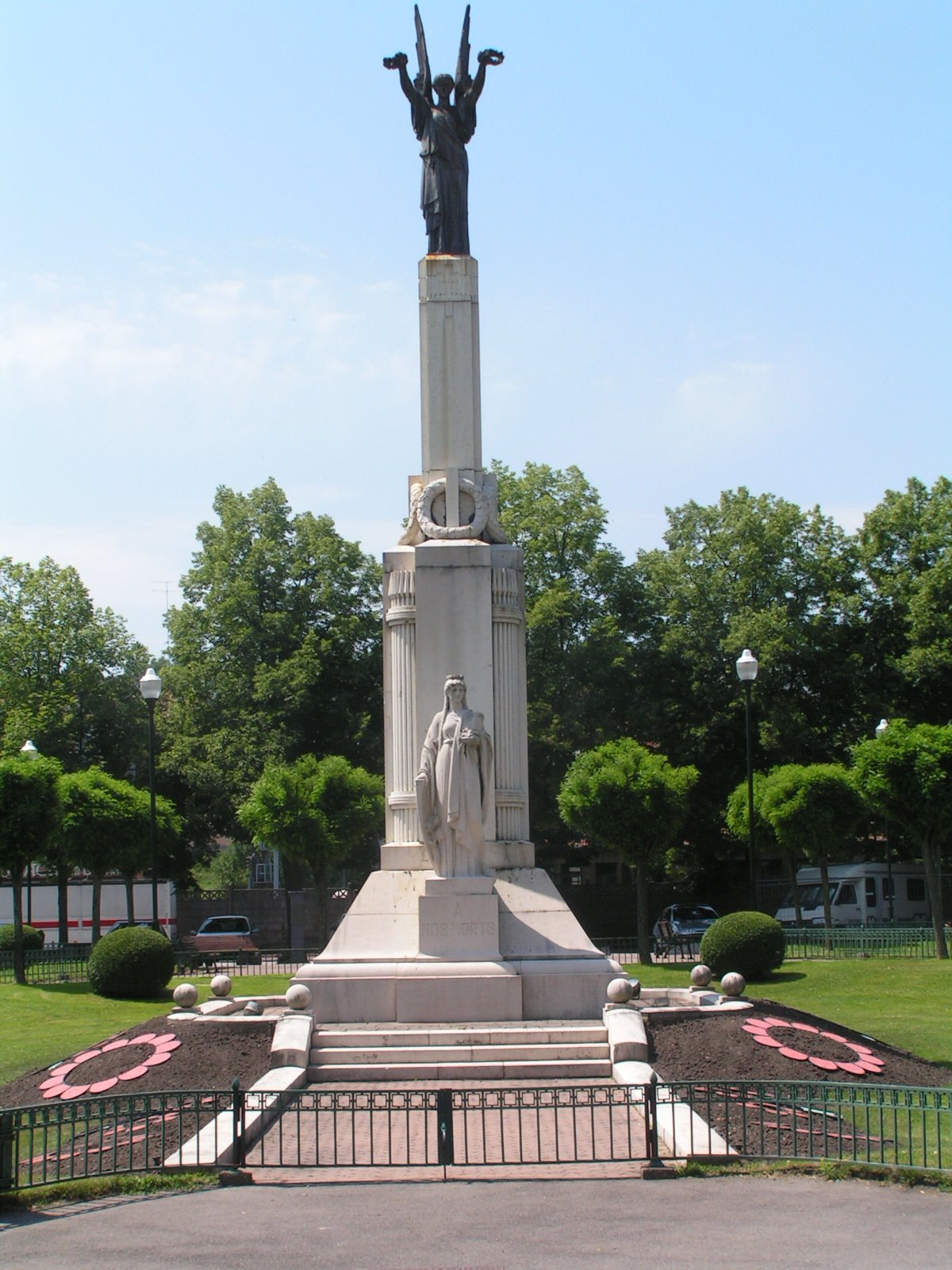
战争遇难者纪念碑
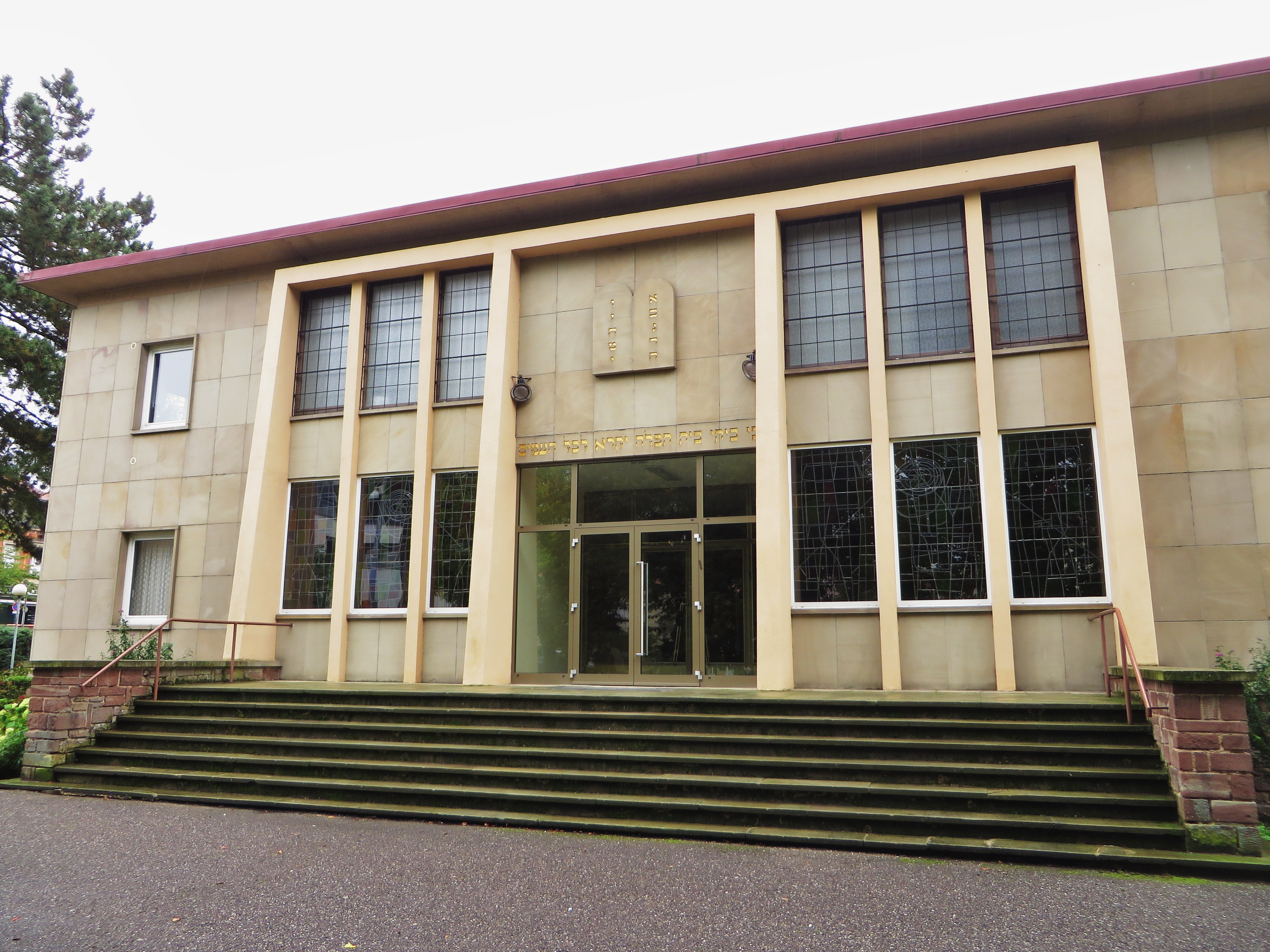
萨尔格米讷犹太教堂

### 旅游
萨尔格米讷的旅游事务由其所属的公共社区负责。2020年，萨尔格米讷境内共有4家宾馆共计120间房间。

### 媒体
法国主要的媒体均可在萨尔格米讷接收，法国电视三台下属的大东部大区频道在部分时段播出萨尔格米讷所属区域的地方新闻。

## 相关人物
法国游泳运动员奥雷莉·米勒和足球运动员埃里克·阿斯利出生于萨尔格米讷。德国医生阿尔弗雷德·德布林曾居住于此地。

## 友好城市
截至2020年12月，萨尔格米讷共与一座城市互为友好城市关系：
- 奥地利 格明德